# U-61号潜艇 (1916年)
陛下之61号潜艇是德意志帝国海军建造的一艘潜艇或称U艇。它由不来梅的威悉船厂承建，于1916年7月22日下水，至同年12月2日交付使用。U-61号是在第一次世界大战期间服役的329艘德国潜艇之一，曾参加过大西洋潜艇战。在其九次巡逻中，共击沉33艘协约国或中立国船舶，容积总吨为84564吨。1918年3月26日，U-61号在爱尔兰海遭英国单桅战船PC51号投掷的深水炸弹击沉，36名船员全数阵亡。

## 设计
作为战时动员型潜艇的组成部分，U-60至U-62号批次的技术参数与早前同厂生产的U-57至U-59号大致相同，但在推进力、航速和续航里程上有显著提高。U-61号的全长为67米；舷宽6.32米，当中的耐压壳体宽为4.05米；有3.74米的吃水深度。艇只的水上排水量为768吨，水下为956吨。
U-61号搭载有可在水上使用的两台猛狮六缸四冲程柴油发动机，总功率为2,400匹公制馬力（1,765千瓦特）；以及可在水下使用的西门子-舒克特双电动发电机，总功率为1,200匹公制馬力（883千瓦特）。这些发动机用以驱动双轴、每根轴各一个的直径1.6米长螺旋桨，从而使艇只在水上的最高速度达16.5節（30.6每小時），在水下的最高航速为每小时8.4節（15.6每小時）。艇只可以8節（15每小時）的速度在水上巡航11,400海里（21,100），或以5節（9.3每小時）的速度在水下巡航49海里（91）。它的潜航深度为50米。
U-61号装备了四具直径为500毫米的鱼雷发射管，其中艏、艉各两具，并可携带合共七枚鱼雷；作为辅助武器的甲板炮则是一门105毫米45倍径速射炮。其标准船员编制为4名军官及32名水兵。

## 历史

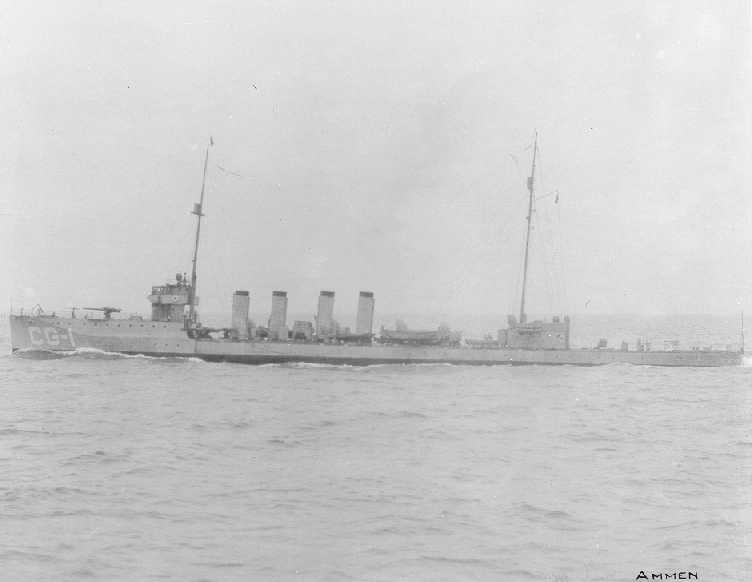
1917年10月15日，美国卡森号驱逐舰与U-61号交火，结果不分伯仲

U-61号是由德意志帝国海军于1914年10月6日向不来梅的威悉船厂订购。它自1915年6月22日开始铺设龙骨，1916年7月22日下水，至同年12月2日在首任暨唯一一任艇长、海军上尉维克托·迪克曼的指挥下正式交付使用，并被编入驻黑尔戈兰岛的第二潜艇区舰队。在为期15个月的服役生涯期间，U-61号在北海、比斯开湾以及相邻北大西洋东部进行过九次巡逻，并以破交战的形式对大西洋的协约国航运造成威胁。它共击沉33艘协约国或中立国船舶，容积总吨为84564吨。此外，它还击伤了21054总吨的6艘商船、3424总吨的2艘辅助军舰以及1艘排水量为1020吨的军舰。
1917年10月15日，U-61号与美国海军驱逐舰卡森号在爱尔兰岛南岸附近爆发小规模冲突。迪克曼艇长发射鱼雷击中了驱逐舰，产生的爆炸更是炸毁了舰艉。然而，这并没有导致卡森号沉没，后者立即掷出深水炸弹作还击。深水炸弹损坏了潜艇的司令塔，迫使其潜入水下。卡森号则能够自行返回基地并得到修复。
被U-61号击沉的最大型船舶是的英国客轮伊顿人号（Etonian），容积总吨为6515吨。1918年3月23日，该船在从利物浦前往波士顿的途中，在爱尔兰金赛尔东南约34海里（63）处遭到袭击，共造成7人罹难。
击沉伊顿人号三天后，即1918年3月26日夜间，U-61号浮出水面穿越聖佐治海峽进入爱尔兰海。在此海域巡逻的英国单桅战船PC51号随即发现了潜艇，双方仅相距300（980英尺）。战船试图全速冲向潜艇施以撞击。然而，由于PC51号卡舵，操作被迫推迟。这给了U-61号启动潜水的机会。但战船立刻又向下潜中的潜艇投掷了三枚深水炸弹，并通过漂浮在水面上的残骸和尸体判定U-61号已被摧毁。艇内36名船员全数阵亡。其沉没地点大致位于51°48′N 5°32′W / 51.800°N 5.533°W处。

## 袭击历史摘要
| 日期           | 船名             | 船籍         | 吨位 | 结局 |
| -------------- | ---------------- | ------------ | ---- | ---- |
| 1917年3月2日   | 号               | 挪威         | 989  | 击沉 |
| 1917年3月3日   | 罗斯伯格号       | 丹麦         | 1877 | 击沉 |
| 1917年3月9日   | 斯巴达号         | 挪威         | 2287 | 击沉 |
| 1917年3月10日  | 安哥拉号         | 葡萄牙       | 4297 | 击沉 |
| 1917年3月13日  | 露西林号         | 英国         | 3765 | 击伤 |
| 1917年3月13日  | 诺思韦特号       | 英国         | 3626 | 击沉 |
| 1917年3月13日  | 沃纳号           | 英國皇家海軍 | 1273 | 击沉 |
| 1917年4月17日  | 阿布里号         | 英国         | 3730 | 击沉 |
| 1917年4月18日  | 卡斯蒂利亚人号   | 英国         | 1923 | 击沉 |
| 1917年4月21日  | 盾牌号           | 挪威         | 1592 | 击沉 |
| 1917年4月21日  | 泰伦娜号         | 英国         | 4778 | 击沉 |
| 1917年4月23日  | 帚石楠号         | 丹麦         | 1405 | 击沉 |
| 1917年4月23日  | 莉娜号           | 英国         | 2463 | 击沉 |
| 1917年4月24日  | 大都会号         | 挪威         | 1811 | 击沉 |
| 1917年4月24日  | 瑟尔比号         | 英国         | 2009 | 击伤 |
| 1917年4月30日  | 亚尔斯坦号       | 挪威         | 198  | 击沉 |
| 1917年6月9日   | 艾达号           | 瑞典         | 2370 | 击沉 |
| 1917年6月9日   | 达纳号           | 丹麦         | 1590 | 击沉 |
| 1917年6月10日  | 贝蒂号           | 俄罗斯       | 2683 | 击沉 |
| 1917年6月10日  | 里贝拉号         | 英国         | 3511 | 击沉 |
| 1917年6月14日  | 韦德伍德号       | 俄罗斯       | 299  | 击伤 |
| 1917年6月16日  | 法罗东号         | 英国         | 3012 | 击伤 |
| 1917年6月17日  | 拉鲁号           | 英国         | 1012 | 击沉 |
| 1917年6月19日  | 巴统号           | 英国         | 4054 | 击沉 |
| 1917年6月20日  | 尼顿人号         | 英国         | 6381 | 击伤 |
| 1917年7月28日  | 科曼奇号         | 英国         | 5588 | 击伤 |
| 1917年8月2日   | 利比亚号         | 法國         | 2416 | 击沉 |
| 1917年8月4日   | 马尔伯爵夫人号   | 英国         | 2234 | 击沉 |
| 1917年8月5日   | 索泰尔讷号       | 法國         | 902  | 击沉 |
| 1917年8月5日   | 自由乡号         | 西班牙       | 50   | 击沉 |
| 1917年8月6日   | 坎帕纳号         | 美国         | 3675 | 击沉 |
| 1917年8月6日   | 珍妮与吉纳维芙号 | 法國國家海軍 | 695  | 击伤 |
| 1917年8月7日   | 特伦托号         | 意大利       | 3276 | 击沉 |
| 1917年9月29日  | 埃尔姆斯加思号   | 英国         | 3503 | 击沉 |
| 1917年10月11日 | 罗德西亚号       | 英国         | 4313 | 击沉 |
| 1917年10月16日 | 卡森号           | 美國海軍     | 1020 | 击伤 |
| 1917年12月27日 | 桑蒂号           | 美國海軍     | 2729 | 击伤 |
| 1918年1月3日   | 伯奇伍德号       | 英国         | 2756 | 击沉 |
| 1918年1月5日   | 罗斯·玛丽号      | 英国         | 2220 | 击沉 |
| 1918年1月6日   | 戟兵号           | 英国         | 1049 | 击沉 |
| 1918年1月6日   | 斯宾塞号         | 英国         | 4186 | 击沉 |
| 1918年3月23日  | 伊顿人号         | 英国         | 6515 | 击沉 |

## 脚注
1. ↑  Helgason, Guðmundur. . German and Austrian U-boats of World War I - Kaiserliche Marine - Uboat.net.   [12 January 2015].
2. ↑  Gröner，第8-10頁.
3. 1 2  Helgason, Guðmundur. . German and Austrian U-boats of World War I - Kaiserliche Marine - Uboat.net.   [12 January 2015].
4. 1 2 3  陈进，第71頁.
5. ↑  Herzog，第48頁.
6. ↑  Herzog，第68頁.
7. ↑  Gill，第343-345頁.
8. ↑  Helgason, Guðmundur. . German and Austrian U-boats of World War I - Kaiserliche Marine - Uboat.net.   [2021-09-16].
9. ↑  Herzog，第90頁.
10. ↑  Kemp，第45頁.
11. ↑  Helgason, Guðmundur. . German and Austrian U-boats of World War I - Kaiserliche Marine - Uboat.net.   [12 January 2015].